# Cystiplanidae
Cystiplanidae är en familj av plattmaskar. Enligt Catalogue of Life ingår Cystiplanidae i ordningen Kalyptorhynchia, klassen virvelmaskar, fylumet plattmaskar och riket djur, men enligt Dyntaxa är tillhörigheten istället ordningen Kalyptorhynchia, klassen Rhabdocoela, fylumet plattmaskar och riket djur. Enligt Catalogue of Life omfattar familjen Cystiplanidae 6 arter. 
Kladogram enligt Catalogue of Life och Dyntaxa:
| Cystiplanidae | \| \| Cystiplana \| \| \| \| \| \| Cystiplex \| \| \| \| \| \| Cystirete \| \| \| \| \| \| Nigerrhynchus \| \| \| \| |
|               | \| \| Cystiplana \| \| \| \| \| \| Cystiplex \| \| \| \| \| \| Cystirete \| \| \| \| \| \| Nigerrhynchus \| \| \| \| |
|               | Acrumenidae |
|               | |
|               | Aculeorhynchidae |
|               | |
|               | Bertiliellidae |
|               | |
|               | Cicerinidae |
|               | |
|               | Crassicollidae |
|               | |
|               | Cytocystidae |
|               | |
|               | Diascorhynchidae |
|               | |
|               | Elvertia |
|               | |
|               | Gnathorhynchidae |
|               | |
|               | Karkinorhynchidae |
|               | |
|               | Koinocystididae |
|               | |
|               | Nematorhynchidae |
|               | |
|               | Placorhynchidae |
|               | |
|               | Polycystididae |
|               | |
|               | Psammorhynchidae |
|               | |
|               | Rhynchokarlingidae                                                                                                   |
|               | |
|               | Rhynchokarlingiidae                                                                                                  |
|               | |
|               | Schizorhynchidae |
|               | |
|               | Cystiplana |
|               | |
|               | Cystiplex |
|               | |
|               | Cystirete |
|               | |
|               | Nigerrhynchus |
|               | |

|  | Cystiplana    |
|  |               |
|  | Cystiplex     |
|  |               |
|  | Cystirete     |
|  |               |
|  | Nigerrhynchus |
|  |               |